# Concile d'Héry
Le concile d'Héry s'est déroulé probablement en 1023 à Héry, à une douzaine de kilomètres d'Auxerre dans l'actuel département de l'Yonne en Bourgogne, France.
D'après la chronique de Clarius de Sens l'assemblée a eu lieu pour y faire certains règlements dans l'intérêt de l'Église, et réclamer du ciel l'apaisement des calamités et des fléaux dont le peuple était accablé. D'autre part, les années 1022 à 1024 sont celles de la crise de succession champenoise.
Clarius de Sens appelle ce concile magnus conventus.

## Date, lieu
Il se déroule sous Benoît VIII, pape du 18 mai 1012 au 9 avril 1024.
Lebeuf le place en 1015 mais cette date fut discutée par les historiens contemporains puis réfutée par les historiens modernes. Déjà Mansi le situait en 1022 ou 1023. Plus tard Migne (1847) cite plusieurs dates mais ce dernier privilégie le début des années 1020.
Ernest Petit démontre qu'il faut situer le concile entre le milieu de l'année 1023 et le début de l'année 1024. Il fut dès lors suivi par tous les auteurs sérieux.
Héry (appelé Airy au XVIIIe siècle)) est au nord-nord-ouest d'Auxerre, à 12,5 km à vol d'oiseau de la cathédrale d'Auxerre. Plusieurs voies antiques passent près du village, dont la Via Agrippa de l'Océan qui traversait Héry et passait le Serein aux Baudières.
Le concile se tient dans le prieuré des bénédictins d'Héry derrière l'église paroissiale. Le prieuré appartient à l'abbaye de Saint-Germain.

## Contexte: la crise de succession champenoise
À une date inconnue entre 1021 et 1023, le comte Étienne Ier (de Vermandois) comte de Troyes et de Meaux (arrière-petit-fils d'Herbert II) meurt sans successeur et sans héritier clairement nommé. Le roi Robert se charge de gérer la succession qu’il cède d'abord à son beau-fils Eudes II de Blois, le fils de sa deuxième épouse la reine Berthe de Bourgogne, et surtout le cousin issu de germain d’Étienne de Troyes.
Quelques mois plus tard une crise éclate. L’archevêque de Reims Ebles de Roucy fait part au roi des mauvaises actions du comte Eudes II de Blois qui accapare tous les pouvoirs à Reims au détriment du prélat. Robert décide de retirer la charge comtale à Eudes. Ce dernier, furieux, s’impose à Reims par la force. En outre, la décision du roi Robert n’est pas soutenu par ses fidèles. Fulbert de Chartres et Richard II de Normandie soutiennent Eudes de Blois en avançant que le roi ne doit pas se comporter en « tyran ». Convoqué par Robert en 1023, le comte de Blois informe courtoisement son roi qu’il ne se déplacera pas et ce dernier n’a ni les moyens de l’obliger ni les moyens de saisir son patrimoine comtal, car ces terres n’ont pas été données personnellement par Robert à Eudes, ce dernier les ayant acquises de ses ancêtres. En 1024, après une réunion des grands à Compiègne qui lui suggèrent l’apaisement avec Eudes de Blois, le roi Robert doit lui confirmer ses possessions.
Cette période de crise favorise les tensions, les actes belliqueux et les rapines entre les domaines du roi capétien et ceux sous contrôle de la Maison de Blois. Héry est dans l’Auxerrois fidèle à Robert le Pieux, et fait face à Saint-Florentin et à Maligny, possessions de vassaux alliés au Blésois.

## Les châsses
Les religieux de Montier-en-Der apportent les reliques de leur patron saint Bercaire, ceux de Saint-Pierre-le-Vif de Sens les reliques de saint Sanctien martyr, et de Châtillon-sur-Seine sont apportées les reliques du prêtre saint Vorle. Certains demandent que soit apportée la châsse de saint Germain mais l'évêque d'Auxerre Hugues de Chalon s'y oppose, arguant qu'aucune occasion ne justifie de déplacer un homme si incomparable.
D'après Migne, Lebeuf penserait que c'est à ce concile que s'établit l'habitude d'amener des reliques de saints ; mais ceci n'apparaît pas dans les écrits de Lebeuf consultés pour cet article.

## Participants
Le concile est convoqué par Leotheric archevêque de Sens, à la demande de l'évêque d'Auxerre Hugues de Chalon et de Robert II le Pieux. Leotheric de Sens le préside. Y sont présents le roi, la reine Constance et plusieurs évêques et abbés dont Gosselin archevêque de Bourges, et Geoffroy, évêque de Chalon. Parmi les seigneurs laïcs, il y a Landry comte d'Auxerre et de Nevers, qui a eu maille à partie avec les moines de Montier-en-Der. De nombreux spectateurs y sont également présents, dont des malades dans l'espoir d'une guérison par les reliques célèbres ainsi assemblées en un même lieu.

## Les enjeux
En dehors des intérêts de l'Église et des malheurs du temps, qui amenèrent le concile d'Héry, on peut croire que les débats pour la succession de Champagne n'y furent pas étrangers car Eudes II, comte de Blois et de Chartres, s'était alors emparé des États d’Étienne, son cousin, ce qu'avait refusé le roi Robert II. Le comte d'Anjou Foulques Nerra, son allié, prenait de nouveau les armes contre Tours, possession d'Eudes II. En plus des maux de toutes sortes dont les peuples étaient accablés, une conflagration générale menaçait de s'étendre de vallée de la Loire à la Champagne, en passant par l'Auxerrois. Une conférence à Héry, sur les frontières des diocèses d'Auxerre, de Sens et de Troyes, avait sa raison d'être.
Après les arrangements divers et les conventions qui y furent faites, le roi Robert remonta en Bourgogne jusqu'à Beaune où il délivre un diplôme.

## Une curieuse anecdote
Une curieuse anecdote concerne le comte d'Auxerre Landry, époux de Mathilde fille d'Otton-Guillaume de Bourgogne, qui ôte quelques terres à l'abbaye de Montier-en-Der. Sommé de s'expliquer au concile d'Héry réuni par Hugues de Chalon (47e évêque d'Auxerre 999-1039), Landry essaie alors de s'approprier les reliques de saint Berchaire patron de l’abbaye, par quoi il espère ne plus être inquiété pour cette affaire car il aurait alors « en sa possession l'héritier autant que l'héritage ».